# Cheiracanthium wilma
Cheiracanthium wilma is een spinnensoort uit de familie Cheiracanthiidae.
De wetenschappelijke naam van de soort werd in 1977 gepubliceerd door Pierre L.G. Benoit.